# Onciale 0143
- Papyrus
- Onciale
- Minuscules
- Lectionnaire

Le Codex 0143, portant le numéro de référence 0143 (Gregory-Aland) ε 08 (von Soden), est un manuscrit du Nouveau Testament sur parchemin écrit en écriture grecque onciale.

## Description
Le codex se compose de une folio. Il est écrit en deux colonnes, de 24 lignes par colonne. Les dimensions du manuscrit sont 14,5 x 6 cm. Les experts datent ce manuscrit du VIe siècle,. 
C'est un manuscrit contenant le texte incomplet de l'Évangile selon Marc (8,17-18,27-28). 
Le texte du codex représenté type mixte. Kurt Aland le classe en Catégorie III. 
Lieu de conservation
Il est actuellement conservé à la bibliothèque Bodléienne (Gr. bibl. E, 5 (P)) à Oxford.